# NEWS BEST
『NEWS BEST』（ニュース ベスト）は、NEWSのベスト・アルバム。2012年6月13日にJohnny's Entertainmentから発売された。

## 概要
NEWSとしては初となるベストアルバム。アルバムとしては2010年9月発売の「LIVE」以来、約1年9ヶ月振りの発売となる。
2003年発売のインディーズデビューシングル「NEWSニッポン」から2010年発売の13枚目のシングル「Fighting Man」まで、それまでに発表した全シングル曲15曲を収録（ただし「NEWSニッポン」「太陽のナミダ」はアルバムバージョンでの収録）。
初回盤と通常盤の2形態でのリリース。初回盤には、ライブのみの披露でCDには未収録だったメンバーのソロ曲をスタジオ音源で収録した『UNRELEASED BEST』を付属。通常盤には、シングル表題曲以外（シングルカップリング曲、アルバム収録曲）を対象に、ファン投票による上位15曲を収録した『FAN SELECTION BEST』を付属。また、初回盤には28Pブックレット、通常盤には24Pブックレット封入。

## チャート成績
発売初週に10.9万枚を売り上げ、2012年6/25付週間アルバムランキング1位を獲得した。アルバム首位は、1枚目のアルバム『touch』から5作連続通算5作目となった。

## 収録曲
※曲の詳細はそのページを参照。

### DISC 1「ALL SINGLES BEST」
1. NEWSニッポン
作詞：KNM PROJECT　作曲・編曲：馬飼野康二
  - セブンイレブン限定シングル

1stアルバム『touch』収録バージョンを収録。
2. 希望〜Yell〜
作詞・作曲・編曲：井手コウジ
  - 1stシングル
3. 紅く燃ゆる太陽
作詞：Satomi　作曲：Shusui, Stefan Engblom, Axel Bellinder　編曲：中西亮輔, Shusui, Stefan Engblom, Axel Bellinder　Poetry：山下智久
  - 2ndシングル
4. チェリッシュ
作詞・作曲・編曲: 福士健太郎
  - 3rdシングル
5. TEPPEN
シングルバージョンアルバム初収録。
作詞・作曲：日比野裕史　編曲：ha-j, 吉岡たく
  - 4thシングル
6. サヤエンドウ
作詞：zopp　作曲・編曲：Shusui, Fredrik Hult, Jonas Engstrand, Ola Larsson　補編曲：大坪直樹
  - 5thシングルの1曲目
7. 裸足のシンデレラボーイ
作詞：zopp　作曲・編曲：Shusui, Stefan Aberg
  - 5thシングルの2曲目
8. 星をめざして
作詞：なかにし礼　作曲：Peter Bjorklund, Johan Sahlen, Claes Andreasson　編曲: あおい吉勇
  - 6thシングル
9. weeeek
作詞・作曲：GReeeeN　編曲：鈴木雅也, JIN
  - 7thシングル
10. 太陽のナミダ
作詞・作曲：カワノミチオ　編曲：m-takeshi　ストリングスアレンジ：CHICA strings　コーラスアレンジ：高橋哲也
  - 8thシングル

3rdアルバム『color』収録バージョンを収録。
11. SUMMER TIME
作詞：zopp　作曲：Red-T　編曲：NAOKI-T　Rap詞：LOWARTH
  - 9thシングル
12. Happy Birthday
作詞：SEAMO　作曲：SEAMO, Shintaro "Growth" Izutsu　編曲：Shintaro "Growth" Izutsu　ブレス＆ストリングスアレンジ：Naoki Otsubo
  - 10thシングル
13. 恋のABO
作詞:zopp　作曲:adult education　編曲：鈴木雅也　セリフ＆コール：コヤマP
  - 11thシングル
14. さくらガール
作詞：ヒロイズム, Hacchin' Maya　作曲・編曲：ヒロイズム
  - 12thシングル
15. Fighting Man
作詞：zopp, 真部小里　作曲：R・O・N　編曲：鈴木雅也
  - 13thシングル

アルバム初収録。

### DISC 2

#### 初回盤「UNRELEASED BEST」
1. Love Addiction［3:11］- 小山慶一郎
作詞・作曲・編曲：森元康介
  - DVD「Never Ending Wonderful Story」収録曲
2. Private Hearts［2:29］- 小山慶一郎
作詞：久保田洋司、作曲：堂本光一、編曲：角田隼
  - セブンイレブン限定シングルWEST盤カップリングのソロバージョン
  - DVD「NEWS CONCERT TOUR pacific 2007 2008 -THE FIRST TOKYO DOME CONCERT」収録曲

シングルバージョンとは曲調、曲の長さ、ラップ詞が異なっている。
3. Uri Sarang［3:18］- 小山慶一郎
作詞：H.U.B.、ハングル詞：Rhymer，Huh In-chang、作曲：Rhymer，Noh hyun、編曲：Noh hyun、Rap詞：R.Wolf
4. 暁 -AKATSUKI-［1:59］- 増田貴久
作詞・作曲・編曲：m-takeshi
5. Pumpkin［1:54］- 増田貴久
作詞：H.U.B.、作曲・編曲：AKIRA
  - DVD「Never Ending Wonderful Story」収録曲
6. SUPERMAN［3:02］- 増田貴久
作詞：H.U.B.、作曲・編曲：福士健太郎
  - DVD「NEWS LIVE DIAMOND」収録曲
7. HAPPY MUSIC［2:32］- 加藤シゲアキ
作詞・作曲：加藤成亮、編曲：日比野裕史
  - DVD「NEWS CONCERT TOUR pacific 2007 2008 -THE FIRST TOKYO DOME CONCERT」収録曲
8. カカオ［2:44］- 加藤シゲアキ
作詞・作曲：加藤成亮、編曲：星野孝文
  - DVD「Never Ending Wonderful Story」収録曲
9. シャララタンバリン［3:19］- 加藤シゲアキ
作詞・作曲：加藤成亮、編曲：日比野裕史
  - DVD「NEWS LIVE DIAMOND」収録曲
10. ごみ箱［3:53］- 手越祐也
作詞：手越祐也、作曲：加藤成亮、編曲：秋山誠司
11. Stars［3:50］- 手越祐也
作詞：森田文人、作曲：上野浩司、編曲：家原正樹
  - DVD「Never Ending Wonderful Story」収録曲
12. 愛なんて［3:41］- 手越祐也
作詞：zopp、作曲・編曲：Sharon Vaughn，Didrik Thott，Sebastian Thott
  - 2ndアルバム「pacific」収録曲のソロバージョン
  - DVD「NEWS CONCERT TOUR pacific 2007 2008 -THE FIRST TOKYO DOME CONCERT」収録曲

#### 通常盤「FAN SELECTION BEST」
※はアルバム初収録曲。
1. エンドレス・サマー
作詞・作曲・編曲：ヒロイズム
  - 4thアルバム「LIVE」収録曲
2. Share
作詞・作曲：NEWS　編曲：mugen
  - 4thアルバム通常盤収録曲
  - 11thシングル通常盤カップリングのオリジナルバージョン
3. I・ZA・NA・I・ZU・KI
作詞：近藤ナツコ　作曲：Joey Calbone, David Kater, Jay Condiotti　編曲：鈴木Daichi秀行
  - 1stアルバム収録曲
4. SNOW EXPRESS
作詞：伊達歩　作曲：山下達郎　編曲：Stefan Engblom, Axel Bellinder　Rap詞：山下智久
  - 3rdアルバム収録曲
5. DREAMS※
作詞：久保田洋司　作曲：Daniel Gibson, Julius, Bengtsson　編曲：新川博
  - 2ndシングル初回生産限定盤カップリング
6. FLY AGAIN
作詞：Azuki　作曲：ヒロイズム　編曲：NAOKI-T
  - 3rdアルバム収録曲
7. Smile Maker
作詞・作曲：0 SOUL 7　編曲：鈴木雅也　コーラスアレンジ：Ko-saku
  - 3rdアルバム収録曲
8. Forever
作詞：稀月真皓　作曲：野井洋児　編曲：中西亮輔　Rap詞：ヒロイズム　コーラスアレンジ：川村ゆみ
  - 3rdアルバム収録曲
9. バンビーナ※
作詞：松村龍二　作曲・編曲：Shusui, Martin Ankelius, Henrik Andersson-Tervald
  - 8thシングル初回生産限定盤カップリング
10. きらめきの彼方へ
作詞・作曲・編曲：酒井ミキオ
  - 1stアルバム収録曲
11. 夢の数だけ愛が生まれる※
作詞：zopp　作曲：Larry Forsberg, Sven-lnge Sjoberg, Lennart Wastesson　編曲：安部潤
  - 4thシングルカップリング
  - 1stアルバム収録曲のオリジナルバージョン
12. 2人/130000000の奇跡
作詞：zopp　作曲：大智　編曲：石塚知生
  - 4thアルバム収録曲
13. 真冬のナガレボシ
作詞：A to Z　作曲：櫻井真一　編曲：h-wonder
  - 2ndアルバム通常盤収録曲
14. チェリッシュ＜Ryoji（from ケツメイシ）Remix＞
作詞・作曲：福士健太郎　リミックス：Ryoji（from ケツメイシ）　プログラミング：Ryoji (from ケツメイシ), NAOKI-T　Rap詞：山下智久
  - 1stアルバム通常盤収録曲
  - 3rdシングルのリミックスバージョン
15. 永遠色の恋
作詞：m-takeshi　作曲：Stefan Aberg, Shusui　編曲：中西亮輔
  - 3rdアルバム通常盤収録曲